# Mariene ecoregio Oostelijk India
De Mariene ecoregio Oostelijk India (107) (Engels: Eastern India marine ecoregion) is een biogeografische regio en ligt in het noorden van de Indische Oceaan in de Mariene provincie Golf van Bengalen (23) in het Marien rijk Westelijke Indo-Pacific. De mariene ecoregio is vastgesteld door het World Wide Fund for Nature en The Nature Conservancy en is vernoemd naar India.
In het noordoosten grenst het gebied aan de mariene ecoregio Noordelijke Golf van Bengalen (108) en in het zuiden aan de mariene ecoregio Zuidelijk India en Sri Lanka (104).

## Geografie
De mariene ecoregio ligt in het noorden van de Indische Oceaan voor de oostkust van India. Het gebied ligt in de Golf van Bengalen en strekt zich uit van Konark in het noordoosten tot bij Point Calimere in het zuidwesten en omvat onder andere Pulicat Lake en het Chilkameer.
Door het gebied stroomt de Oost-Indische kuststroom.

## Biogeografie
Het gebied kent zeeleven dat houdt van tropische temperaturen.